# Inside Out (album de Kat DeLuna)
Inside Out este al doilea album de studio lansat de Kat DeLuna. A fost lansat doar în Belgia, Franța, Polonia ași Japonia între 5 noiembrie 2010 și 13 iulie 2011.
Cântăreața a semnat un contract cu casa de discuri Universal Motown, urmând să lanseze în 2009 cel de-al doilea album din cariera sa. Ca și în cazul lui 9 Lives, RedOne a participat la compunerea materialului discografic, intitulat Inside Out. Primul extras pe single se numește „Unstoppable” și este o colaborare cu Lil Wayne, fiind difuzat la posturile radio din Statele Unite ale Americii începând cu martie 2009. Videoclipul a avut premiera pe profilul cântăreței de MySpace pe 23 februarie 2009. DeLuna a descris piesa ca fiind „puțin diferită, dar nebunească”. Cântecul s-a clasat în Canadian Hot 100 pe locul 80. După eșecul comercial al acestuia, „Dance Bailalo” a fost lansat ca prim single oficial de pe Inside Out. Piesa conține pasaje din „Magdalenha”, interpretată în original de Sergio Mendez. Pe profilul de MySpace al lui DeLuna a fost postată data lansării cântecului (5 mai 2009) prin magazinele iTunes.  În aprilie 2010, DeLuna a lansat „Push Push” în colaborare cu Akon, discul single extras de pe cel de-al doilea album de-al ei.
Al doilea single al albumului, „Party O' Clock”, a fost lansat pe 22 octombrie pe iTunes. Pe 2 noiembrie, DeLuna a lansat un videoclip pentru a promova lansarea lui Inside Out în Belgia și a dat publicității lista cântecelor de pe album. Inside Out a fost lansat pe 5 noiembrie 2010 în Belgia, debutând pe locul al 16-lea în clasamentul oficial al albumelor. Videoclipul piesei „Party O'Clock” a fost lansat pe 15 decembrie 2010. „Dancing Tonight” a fost următoarea piesă pentru care s-a turnat un videoclip, filmările având loc în New York în perioada 21-23 decembrie 2010. „Dancing Tonight” a debutat pe locul întâi în Billboard Dance Chart. Pe 29 iulie a fost lansat videoclipul Drop It Low pe canalul său oficial de YouTube, iar discul single al acesteia a fost lansat pe 27 septembrie.